# Финансовый кризис 2008 года в Австралии
Финансовый кризис 2008 года в Австралии
Правительство Австралии будет выступать гарантом по всем банковским вкладам в финансовых организациях страны, сообщило AFP со ссылкой на заявление премьер-министра Австралии Кевина Радда. В случае банкротства одного из банков возмещение по вкладам будет производиться без каких-либо ограничений. Кроме того, Австралия также будет гарантировать все краткосрочные долговые обязательства своих банков, работающих на международном рынке.
В период сентября — октября 2008 австралийский доллар был девальвирован на 23 %, приняты меры по вливанию в экономику до 7,3 млрд американских долларов с целью стимулирования потребительского спроса. Также Резервный банк Австралии предпринял снижение ставки рефинансирования.
Падение цен на акции (в том числе и акции австралийских компаний) вызвало значительные убытки австралийских пенсионных фондов.
Уменьшение спроса на сырье со стороны промышленности Китая, и падение мировых цен, негативно сказалось на добывающей промышленности Австралии.
Кризис также создал давление на рынок труда. 25 октября 2008 министр иммиграции Австралии Крис Эванс заявил о том, что в связи с кризисом, возможно будет сокращена иммиграционная квота на 2009 год, составлявшая ранее до 160—190 тыс. чел. в год при населении Австралии в 21 млн чел. Однако, спустя несколько дней, Крис Эванс отказался от этих мер под давлением компаний и профсоюзов добывающей промышленности штата Западная Австралия.
В декабре 2008 департамент иммиграции Австралии составил «критический список» из нескольких десятков особо остродефицитных специальностей, заявления на иммиграцию по которым будут рассматриваться в приоритетном порядке.
По показателю ВВП Австралия на 2008 год заняла 18 место с $795 млрд.(Список Международного валютного фонда, См. также Список австралийских штатов по ВВП).

### 2008
- В июле 2008 года мировой финансовый кризис добрался до Австралии[6]
  - Национальный банк Австралии (NAB) на две трети сократил торговлю ипотечными закладными размером 400 миллионов австралийских фунтов.
  - Биржевые котировки NAB упали на самый низкий уровень за последние 17 лет.
  - Общий долг австралийских домовладельцев (household debt) достиг 177 % ВВП Австралии (практически, мировой рекорд).
  - 90 % от вкладов объёмом 550 млн в американские ипотечные долги списано.
- 26 октября Австралийские власти приняли решение ограничить приток иммигрантов из-за неблагоприятной экономической ситуации в стране. В 2008—2009 годах в Австралию должны были приехать около 190 тысяч иммигрантов.[7]
- 16 ноября 2008 Австралийская валюта AUD упала до уровня апреля 2003 года относительно американского доллара USD. За 1 австралийский доллар дают 0,65 американского. За 1 евро дают 1,93 австралийского доллара.[8]

- За последний квартал 2008 года ВВП Австралии уменьшился на 0,5 %[9]

### 2009
- Февраль Legatum Institute опубликовал «Рейтинг Глобального Благосостояния 2008» (The 2008 Legatum Prosperity Index). По данным этого исследования, лучше всего жить в Австралии.[10]

- В июне торговый дефицит страны сократился до 441 млн австралийских долларов ($372 млн.) с 737 млн австралийских долларов, зафиксированных в мае 2009.[11]

- Австралия оказалась на втором месте, согласно докладу Всемирного экономического форума (WEF) — Financial Development Report 2009 — о состоянии мировых финансов за 2009 год [12]

- 10.08.2009 Журнал «Forbes» составил рейтинг стран мира по надёжности и привлекательности их экономик. В первую десятку рейтинга вошла и Австралия[11]

- Экономика Австралии по итогам 2009 г. увеличилась на 2,7 %. (Австралия стала единственной из развитых экономик мира, выросших в 2009 г.)[13]

### 2010
- На 5 марта 2010 — Правительство с 2008 г. осуществило крупное вливание денег в экономику, потратив около $35 млрд.[13]
- Инфляция в 2010 г. ожидается на уровне, близком к плановому — в 2-3 %.

- 15 марта 2010 — Рынок недвижимости Австралии представляет собой надувшийся пузырь. Цены на недвижимость в Австралии в последние годы остаются стабильно высокими. А во время мирового финансового кризиса падали объёмы продаж и строительства, но никак не цены. Только за III квартал 2009 г. они выросли на 7 %.[14]